# (28394) Mittag-Leffler
(28394) Mittag-Leffler (1999 RY36) – planetoida z pasa głównego asteroid okrążająca Słońce w ciągu 4,66 lat w średniej odległości 2,79 j.a. Odkryta 13 września 1999 roku.